# Codrus niger
Codrus niger är en stekelart som beskrevs av Georg Wolfgang Franz Panzer 1805. Codrus niger ingår i släktet Codrus, och familjen svartsteklar. Arten är reproducerande i Sverige.